# 胶东区
胶东区，又称胶东行政区，中国共产党在山东省胶东地区设置的行政区划。最早可追随到1938年12月成立的中国共产党胶东区委员会，作为行政区划则从1941年2月胶东区行政联合办事处成立开始。1950年5月1日，胶东区撤销，设立胶州专区、莱阳专区和文登专区。

## 历史

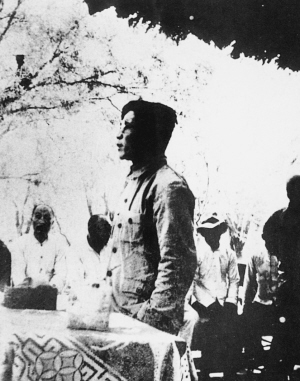
王文在胶东区第一次党代会上讲话

1938年8月，中共苏鲁豫皖边区省委决定在中共胶东特委的基础上组建胶东区委，以加强中国共产党对整个胶东的领导。1938年12月，边区省委改为中共山东分局。根据山东分局的指示，中共胶东区第一次党员代表大会随后在掖县葛城村召开。大会选举产生了中国共产党胶东区委员会（简称中共胶东区委或胶东区党委），原胶东特委书记王文被选举为书记；王文、高锦纯、吕志恒、林一山、宋澄、贺致平、曹漫之为常委；柳运光、于克恭、李紫辉、高嵩、于己午、于烺为执委；孙端夫、丛祺滋为候补执委。胶东区党委隶属中共山东分局，是山东抗日根据地建立的第一个区党委。
1941年2月初，在栖霞县苏家店前寨村召开胶东各界代表大会，选举产生驻会主席团和行政委员会，林一山当选为主席团主席，王一亭当选为副主席，曹漫之当选为行政委员会主任委员。大会通过了施政纲领、土地问题和划分行政区等决议案。2月6日，胶东区行政联合办事处成立，曹漫之任主任。随后，胶东各海区专署、县、区、乡、村抗日民主政权的建立转向了群众性的民主选举。
1941年4月23日，山东省战时工作推行委员会发布《关于全省行政区域划分的决定》，将山东全省划分为胶东、清河、冀鲁边、鲁中、鲁南、鲁西6个行政主任区。根据该决定，胶东区的区划范围包括潍县、高密、安丘西门口及其以北，胶县张哥庄、漕汶两地及其以北的各县。
1942年7月，胶东区行政联合办事处改设胶东区行政主任公署，1944年4月改称胶东区行政公署。
1950年5月1日，中共山东分局发出《关于取消区党委与行政公署一级机关及调整各地委、专署区的决定》。胶东区随之被取消建制，辖区分别设立胶州专区、莱阳专区和文登专区。胶东区所辖东海、西海、南海、北海、滨北5个海区也随之撤销。

## 行政区划
1940年9月，东海专区设立，辖威海卫行政办事处，荣成、文登、牟平、海阳等县，牟海、文西等行署。1940年11月，西海专区设立，辖掖县、平度、莱阳、招远、昌邑、潍县等县和掖南、平南、平西、招北等县级行署。1941年2月，莱阳县析出莱东行署，莱东行署辖区大致相当于后来的莱阳市，而莱阳辖区大致相当于后来的莱西市。
1941年2月初胶东各界代表大会通过的行政区划决议案中，将胶东区划分为东海、北海、西海、南海4个行政区。1941年7月，南海行政联合办事处成立，下辖莱阳、即墨、五龙等县，以及莱东、平南、平东、即东等县级行署。1941年10月，莱阳县（莱西）南部析为莱西南县，属南海行政区。1944年4月，在烟台市郊区设立烟台特区行政联合办事处，为胶东区行政公署派出机构，其实际辖区仅为福山和牟平的一部分，行政区域不大。1944年至1945年，胶东区新建牙前县、即东县等县级抗日民主政权。1945年1月，从莱东行署析置五龙县。1945年5月1日，胶东区析东海和南海两区各一部分县及胶东行政区直属的牙前实验县设立中海专区，同时中共中海地方委员会、中海军分区成立。1945年6月3日，中海行政专员公署成立，刘仲益任专员。中海区辖牙前、海阳、五龙三县和莱东、即东两县级行署。1945年8月，莱东行署更名莱东县。1945年9月，中海专区撤销。1945年8月22日，胶东行署命令各县级行署一律改称县政府，南海行政联合办事处改为南海专署。1950年3月，莱阳县和莱西南县合并称莱西县，属南海专区；莱东县和五龙县合并称莱东县。

## 备注
1. ↑  今属青岛城阳区上马镇
2. ↑  今属青岛市王台镇